# داي دور
داي دور (بالإنجليزية: Dai Dower)‏ مواليد 1933-وفيات 2016، كان ملاكم محترف ويلزي في وزن الذبابة. خاض 37 مباراة فاز في 34 منها. سبق أن شارك في دورة الألعاب الأولمبية الصيفية سنة 1952. يعتبر واحدا من أنجح الملاكمين الويلزيين.

## روابط خارجية
- داي دور على موقع بوكس ريك (الإنجليزية) (registration required)
- داي دور على موقع أوليمبيديا (الإنجليزية)
- داي دور على موقع اللجنة الأولمبية البريطانية (الإنجليزية)